# Ngu Mạnh Mẫu
Ngu Mạnh Mẫu (chữ Hán: 虞孟母, 278 - 312), nguyên quán ở huyện Ngoại Hoàng, quận Tế Dương, là vương phi của Lang Nha vương Tư Mã Duệ (sau trở thành Tấn Nguyên Đế), thời nhà Tấn trong lịch sử Trung Quốc.

## Tiểu sử
Căn cứ theo Tấn thư, quyển 32, thì phụ thân của Ngu Mạnh Mẫu là Ngu Dự. Bà được gả cho tông thất nhà Tấn là Lang Nha quận vương Tư Mã Duệ và được phong làm vương phi, tuy nhiên bà không sinh được một người con nào. Đến năm 312 thì bà mất, thọ 35 tuổi.
Về sau nhà Tấn suy yếu, bị các bộ tộc ở miền bắc lấn chiếm, hai vua Hoài Đế, Mẫn Đế bị bắt làm tù binh cho Hán Triệu, thì Tư Mã Duệ trở thành người đứng đầu lực lượng khôi phục nhà Tấn. Năm 317, Tư Mã Duệ lên ngôi Tấn vương, truy phong cho Ngu Mạnh Mẫu làm vương hậu. Hữu ti thượng biểu xin xây miếu thờ riêng cho bà, nhưng Tấn vương không chịu, chỉ cho tu sửa Lăng Thượng Ốc để thờ phụng bà. Sang năm sau, Tấn vương xưng đế, tức Tấn Nguyên Đế mới ra lệnh lập thái miếu cho Ngu Mạnh Mẫu, cho cải táng bà ở Bình Lăng và truy phong là Nguyên Kính hoàng hậu.
Năm 323, Nguyên Đế mất, con là Minh Đế nối ngôi. Do biết ơn dưỡng dục của bà, Minh Đế bèn truy phong cho mẹ ruột của bà là Vương thị là Vân Dương huyện quân, còn người tòng mẫu đã thành hôn với Tân Dã vương Tư Mã Hãn làm Bình Dương hương quân.